# Aldo Bartra

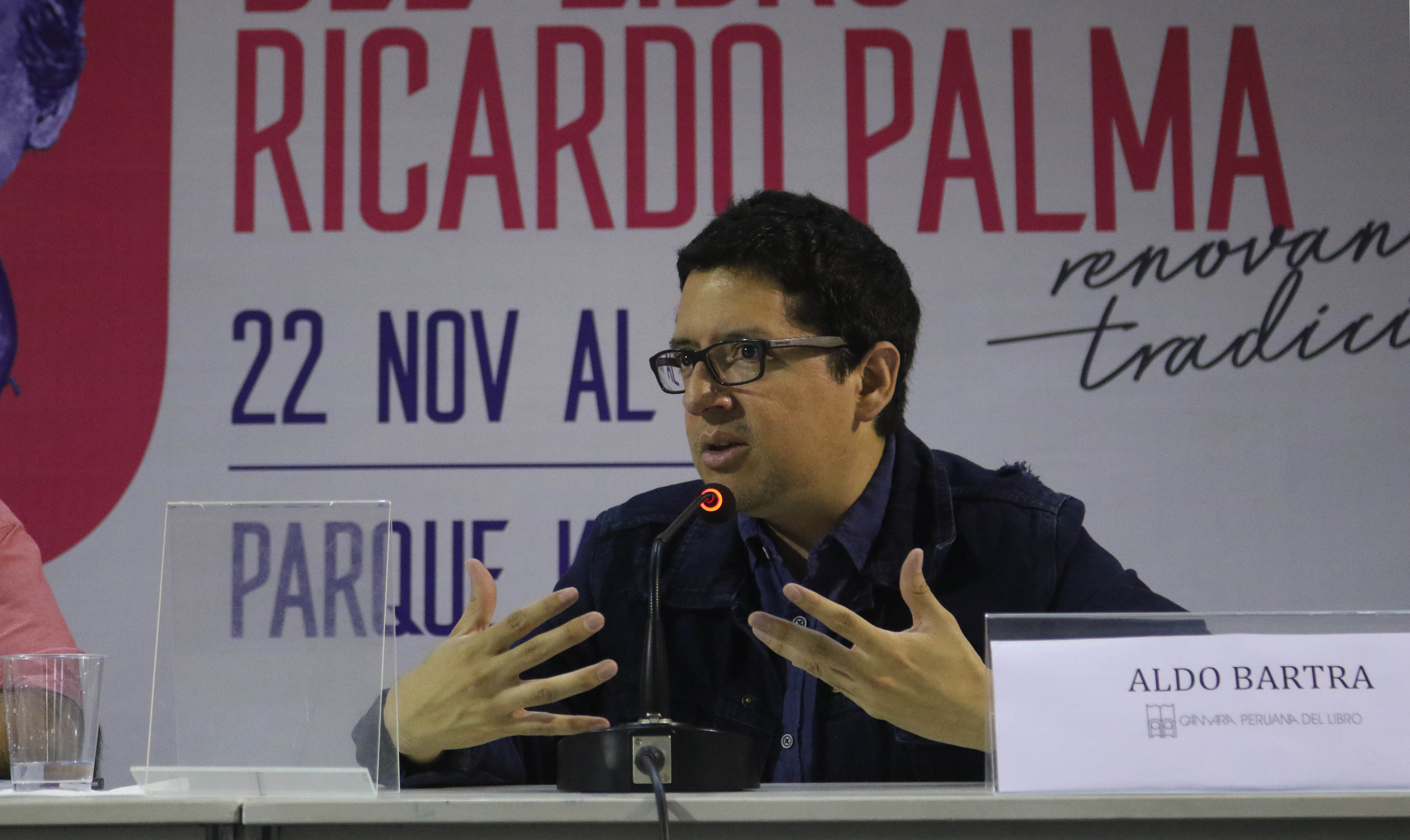
Bartra en la 40.ª Feria del Libro Ricardo Palma (2019).

Aldo Giomar Bartra García (Trujillo, 28 de enero de 1981) es un youtuber, comunicador social y divulgador científico peruano naturalizado neozelandés. Posee los canales de YouTube El Robot de Platón, El Robot de Platón Podcast, El Robot de Linneo y Robotitus.

## Biografía
Aldo Bartra ingresó a la Universidad Nacional de Trujillo para estudiar la carrera de ingeniería. Sin embargo, por motivos familiares tuvo que viajar de Trujillo a Lima. Ya en la capital, ingresó a la Universidad de San Martín de Porres donde estudió ciencias de la comunicación del año 2000 al 2005. Ahí decidió enfocarse en la divulgación científica y descubrió su afición por la literatura.
Años después, se mudó a Nueva Zelanda con su actual esposa y comenzó a hacer videos cortos en su primer canal de YouTube, El Robot de Platón, creado el 21 de diciembre de 2013.
Su principal inspiración fue Carl Sagan, pues su programa Cosmos lo atrajo desde niño al mundo de la ciencia y la enseñanza.
El Robot de Platón, su canal principal, es uno de los canales de ciencia más importantes a nivel Hispanoamérica con más de 2.6 millones de suscriptores. El Robot de Linneo (antes llamado 'El Robot de Colón'), su segundo canal, está enfocado en la naturaleza y los animales.
En 2017 creó su página web Robotitus, una web de noticias científicas que tiene su versión en YouTube.
En 2022 la revista Forbes Perú hizo mención de él y su trabajo en la lista “Los 50 más creativos de Perú 2022”, reconociendo sus logros en la industria cultural de Perú.
El año 2024 estuvo marcado por importantes reconocimientos a su trabajo como creador de contenido. En el marco del APEC Perú 2024, YouTube destacó su canal El Robot de Platón y su labor como divulgador de contenido educativo.  Además, La revista Forbes lo incluyó en el listado de "Top Creators 2024" destacados por Forbes en Latinoamérica.

## Obras
- Sabor cósmico (y otras ficciones) (2017). Editorial Burnli.
- Guía del internauta (2019). Editorial Martínez Roca.
- El Robot de Platón - Mitos espaciales (2023). Editorial Martínez Roca.